# PEO-modellen
PEO-modellen är en arbetsterapimodell som har ett klientcentrerat synsätt, och de tre komponenterna i modellen är person, omgivning och aktivitet. Samspelet mellan dessa resulterar i klientens aktivitetsutförande.
Personkomponenten beskriver Law  att människan är unik med olika beståndsdelar som formar varje individ. De innefattar fysiska funktioner, kognitiva funktioner (alltså hur vi uppfattar, bearbetar, lagrar och återger information), och det emotionella. Varje individ har sina egna livserfarenheter och även olika motivationsfaktorer som driver henne framåt så som roller, intressen och känslan av sin egen personliga kapacitet samt värderingar. Kompetensen hos individen avgör hur bra den anser sig vara i aktivitetsutförandet. Law menar också att individen får olika färdigheter för att utföra olika aktiviteter, de kan vara både inlärda och medfödda, och att de varierar under livets gång.
Miljön kan både ge möjligheter och även begränsa en individ vid aktivitetsutförandet. I omgivningskomponenten beskriver Law miljön i brett perspektiv för att kunna lyfta betydelsen av de fyra olika miljöer som finns. Dessa är kulturell miljö, social miljö, fysik miljö och politisk/ekonomisk miljö. Den kulturella miljön innefattar enligt Kielhofner olika normer och övertygelser som råder inom en viss grupp av människor eller samhälle. Både informellt och formellt så ärver vi det som råder i den kulturen vi växer upp samt vistas i, och är då en genomgripande kraft i vår miljö då kulturen påverkar både den sociala och fysiska miljön. Den sociala miljön består av de sammanhang och de levnadsförhållanden individen växer upp med och besitter. Den fysiska miljön innefattar de platser individen är verksam i och de föremål som finns. I den politiska/ekonomiska miljön ser politiken olika ut beroende på var individen bor, och man växer då upp med olika ekonomiska förutsättningar. Inom den specifika miljön som en individ befinner sig i kan olika behov uppfyllas eller uttryckas och även känslan av tillfredsställelse när den valda aktiviteten utförs då den är meningsfull.
Aktivitetskomponenten består enligt Law av delmoment och moment som individen gör för att uppfylla ett syfte eller mål, vilket kräver olika uppgifter. Aktiviteterna omfattar allt individen gör i sin vardag, både fritid och arbete, samt skötselaktiviteter. Aktiviteterna kan delas upp i tre delar och de är aktivitet, uppgift och sysselsättning. En aktivitet kan vara att skriva, då uppgiften kan vara att skriva en rapport och det blir en sysselsättning som exempelvis kan vara ett arbete som inkluderar en viss aktivitet och uppgifter som i sin tur engagerar individen för att uppnå mål och tillfredsställelse.
Enligt Law är det optimala aktivitetsutförandet då alla tre komponenterna samspelar med varandra utan att någon av dem förändras. Men om någon av dem förändras så blir även de andra påverkade vilket i sin tur ändrar aktivitetsutförandet. Så för att uppnå balansen och samspelet igen mellan komponenterna måste en intervention ske vid den aktuella komponenten så klienten får möjlighet att påverka sin situation.
Enligt Law kan PEO-modellen användas för att få ett bredare perspektiv på vad arbetsterapi innebär inom kliniska verksamheter då aktivitetsutförandet är resultatet av det tre komponenterna, då människan som aktiv är i centrum. För arbetsterapeuterna som profession betyder det också att flera interventioner kan väljas beroende på vilken komponent som behöver det, vilket resulterar i att klienten kan bli mera tillfredsställd.